# Romániai magyar biológiai szakirodalom

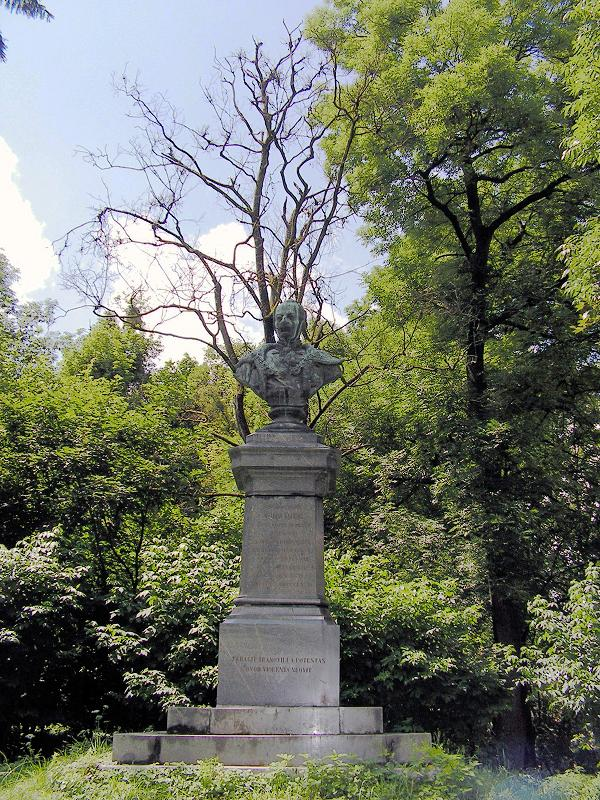
A Mikó-kert Mikó Imre szobrával
Kolozsvár

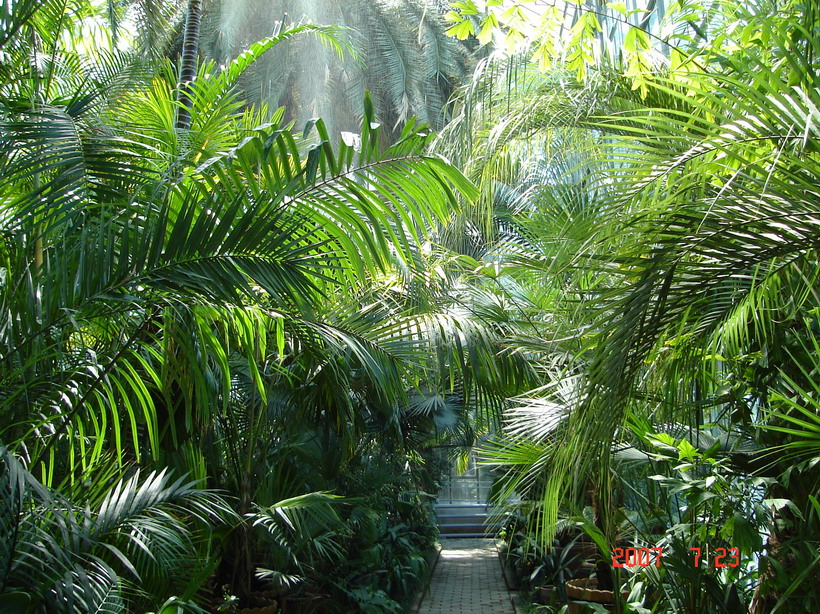
Pálmaház a kolozsvári Botanikus kertben

Romániai magyar biológiai szakirodalom az I. világháború után. A biológiai szakirodalom az élővilággal foglalkozik, embertani, állattani, növénytani és mikrobiológiai, továbbá alaktani, élettani, örökléstani, ökológiai és általános biológiai szakirodalomra oszlik. Alkalmazott és határterületi eredményeit az orvosi-gyógyszerészeti, a mezőgazdasági, valamint a fizikai, kémiai, matematikai szakirodalom is számon tartja.

## A növényvilág kutatása

### Intézményes kertek
Ami a szakirodalmi munka intézményes kereteit illeti, a két világháború között hivatásos biológusok csak az egyetemeken dolgozhattak, de itt csak olyan jelentős biológus-egyéniségek kaptak munkalehetőséget, mint Péterfi Márton és Péterfi István, Nyárády Erazmus Gyula. Egyes nemzetiségi szakemberek (Gelei József, Husz Ödön) számára megélhetési lehetőséget a felekezeti iskolák, nyilvánosságot az EME szakosztályai és kiadványai biztosítottak.
A második világháború alatt a kolozsvári egyetem matematikai és természettudományi karán jelentős biológiai szakirodalmi munkásságot fejtett ki Győrffy István, a növénytan, Gelei József, az állattan és biológia, Hankó Béla, az állatrendszertan, Soó Rezső, a növényrendszertan, Jendrassik Loránd, az élettan, Csik Lajos, az örökléstan, Malán Mihály, az embertan tanára.
A II. világháború után a nemzetiségi szakemberképzés az újonnan létesített Bolyai Tudományegyetemen indult meg, majd a Babeș-Bolyai Egyetemen új keretek között folytatódott. A végzett biológusok megfelelő szakirodalmi lehetőségekhez jutottak a múzeumok természetrajzi részlegein, valamint esetenként a mezőgazdasági, ipari és egészségügyi hálózatban is; utóbbiak a szakirodalom művelőinek számban jelentős, de az adatgyűjtés számára nehezen hozzáférhető seregét alkották.

### Erdély növényvilága
Erdély növénytakarójának a kutatását az európai élvonallal egy szinten kezdte az I. világháború alatt az udvarhelyi Soó Rezső, aki szinte valamennyi erdélyi botanikus munkásságára nagy hatással volt. Életművében számos maradandó értékű monografikus feldolgozás jelzi eredményeit, közülük a Székelyföld növénytársulásaira, az erdélyi Mezőség flórájára és vegetációjára s a Radnai-havasok növényzetére vonatkozó munkáira emlékeztetünk.
Gazdag és a romániai botanika számára korszakos jelentőségű Nyárády Erazmus Gyula szakirodalmi munkássága: 1922-ben a romániai magyar tannyelvű középfokú iskolák számára írt mintaszerű tankönyvével kezdődően (Növénytan biológiai alapon) a szakirodalmi munkába kapcsolódott be, román nyelven közzétett tanulmányainak döntő szerepe volt a tizenhárom kötetes Flora R. S. România megjelenésében: a mű szerkesztési munkálatainak oroszlánrészét egy általa vezetett kolozsvári munkaközösség végezte.
Munkatársai között volt fia, Nyárády Antal, a Dr. Petru Groza Mezőgazdasági Intézet tanszékvezető professzora, az intézet agrobotanikus kertjének és tudományos herbáriumának újjászervezője, Váczy Kálmán, a növények nevezéktanának és a szakterminológiának nemzetközileg elismert kutatója, Csűrös István, a Babeș-Bolyai Egyetem botanikai tanszékének vezetője, a romániai növénytársulások leírásának és ökológiai vizsgálatának egyik jelentős egyénisége, Gergely János, az egyetemi botanikus kert és a Contribuții Botanice c. folyóirat főmunkatársa, aki Csűrös magyar nyelvű növényrendszertani előadásait vette át a kolozsvári egyetemen, valamint Rácz Gábor tanszékvezető professzor, aki Kopp Elemér közvetítésével Páter Béla gyógynövénykutató munkáját folytatta Marosvásárhelyt és tanítványaiból, munkatársaiból (Csedő Károly, Fűzi József, Gáspár Mária, Kisgyörgy Zoltán, Márton Aranka, Péter Mária, Rácz-Kotilla Erzsébet) szervezett ismert tudományos iskolát.
Csűrös Istvánnak és feleségének, Cs. Káptalan Margitnak a tanítványai közül részben botanikai szakirodalmi munkásságot is végző muzeológusként dolgozott Karácsonyi Károly (Nagykároly), Kovács Sándor (Sepsiszentgyörgy), Marossy Anna (Nagyvárad), Miklóssy-Vári Vilmos (Csíkszereda).

### Moszatok, mohák kutatása
A romániai biológiai irodalom és ezen belül is különösen az alacsonyabb rendű növényeknek, a moszatoknak és a moháknak a kutatása – az algológia és a bryológia – jóformán elválaszthatatlan a hazai biológiatörténet egyik legjelentősebb tudós nemzedéksorának, a Péterfi családnak az eredményeitől.
A családot a szakmai sikerek útján Péterfi Márton indította el, fiai közül ketten is Erdély élővilágának kutatását választották élethivatásul: Péterfi István algológussá és növényélettani szaktekintéllyé képezte magát, Péterfi Ferenc a gerinctelen állattan kutatója lett. Unokája, Péterfi L. István románul és jelentősebb világnyelveken gazdag és értékes szakirodalmi munkát végez.
Péterfi István akadémikus körül jelentős növényélettani és algológiai iskola alakult ki annak az irányzatnak a folytatásaként, melyet még I. Grințescu román professzor kezdeményezett. Ebben a munkacsoportban dolgozott Brugovitzky Edit, Kiss István, Lőrinczi Ferenc, Nagy Ferenc, Nagy-Tóth Ferenc, Osváth Tibor, Róbert Endre.

### Agrobotanikai kutatások
Ugyancsak Péterfi István körül szerveződött az az akadémiai munkacsoport, amely a hazai agrobotanikai monográfiák – elsősorban a Pomologia R. P. România – keretében az erdélyi gyümölcsök tájfajtáit dolgozta fel: ebben a munkaközösségben magyar munkatársakként Botár Andor, Brugovitzky Edit, Dankanitsné Csekme Erzsébet, Keszy-Harmath Erzsébet, Palocsay Rudolf, Veress István és Wagner István vettek részt. A növényélettan és a talajkémia határterületén, a humusz kelátjainak a növények ásványi táplálkozásában játszott szerepét kutatta Bartókné Váczy Katalin, aki később a kolozsvári Biológiai Kutatóintézet munkatársaként a lichenológia (zuzmókutatás) területén dolgozott.
Péterfi István és Nyárády Antal munkatársai voltak Alexandru Borza professzor etnobotanikai szótárának is, mely mindeddig a legbővebb magyar növénynévanyagot tartalmazó szakszótár.

### Mikrobiológiai kutatások
A mikrobiológiai szakirodalomban elsősorban Kiss Istvánnak, a kolozsvári természettudományi kar dékánjának a munkássága érdemel említést, aki kutatásait románul s a nemzetközi szakirodalomban szokásos nyelveken tette közzé; magyar nyelvű egyetemi jegyzete és Lőrinczi Ferenccel, a talajban lakó mikrogombák avatott kutatójával együtt készülő kötete kéziratban maradt. A nagygombákkal kapcsolatos erdélyi kutatások eredményéből László Kálmán közölt gyakran magyar nyelven is; munkatársaival, elsősorban Pázmány Dénessel nagyobb gombaismereti összefoglaláson dolgozott.

## Állattani kutatások

### Intézményes kutatások
Az állattani szakirodalom Apáthy Istvánnak a kolozsvári Mikó-kertben 1909-ben szervezett Állattani Intézetében indult virágzásnak, Brassai Sámuelnek és Herman Ottónak az EME keretében elkezdett munkássága nyomában. Az Apáthy-féle intézet a maga korában a legmodernebbek közé tartozott Európában és az akkor megteremtett keretek új tartalommal telítve később is jó munkalehetőségeket biztosítottak az ott dolgozóknak. Innen indult útjára a hidrobiológus Daday Jenő, a véglénykutató Entz Géza és Hankó Béla.
A második világháború után dolgozó nemzedékből kiemelkedik Kolozsvárott Péterfi Ferenc, Kis Béla, valamint a mezőgazdász Mózes Pál rovartani munkássága, Diószeghy László terepkutatása; Temesvárt König Frigyes, Sepsiszentgyörgyön Puskás Attila, Kovács Sándor, Sikó László és Sikó Barabási Sándor, Marosvásárhelyen Kelemen László, Szatmáron Vári Judit végzett értékes munkát; magyarul is sokat közölt az általános biológiai érdeklődésű Nagy G. Károly.

### Gerinces állatok
A gerinces állatok rendszertanára és ökológiájára vonatkoznak Gyurkó Istvánnak és tanítványainak szakcikkei; ő és Nagy Zoltán, Kászoni Zoltán elsősorban a halbiológia területén, Korodi Gál János, a Duna-deltában (Tulcea) dolgozó Kiss J. Botond, Török Zsolt Csaba és társaik pedig ornitológusként is értékes madártani munkákkal gazdagították a román és magyar nyelvű szakirodalmat. Jól szervezett madártani megfigyelő és természetvédelmi szakirodalmi munkát végez Maros megyében Kalaber László, Kelemen Attila, Kohl István, Sárkány Endre, Szombath Zoltán mint a megyei múzeum belső és külső munkatársa; hozzájuk hasonló Máramarosban Béres József, a Bánátban Kiss András és Libucz András, Kolozs megyében Béldi Miklós szakirodalmi munkássága.

### Kisemlősök
A hazai kisemlőskutatásban szerzett szakirodalmi rangot a tanárnemzedékek hosszú sorát útjára indító és a hazai biológiai tankönyvek magyar változatait fordító-gondozó Szabó József. Ezt a szakterületet Hamar Márton gazdag és soknyelvű szakirodalmi munkássága emelte nemzetközi rangra.

### Állatélettan
Az állatélettani kutatások vezetője kezdetben Schwartz Árpád volt; tanítványai és munkatársai később E. Pora kolozsvári állatélettani iskolája köré csoportosultak. Madar József a neuroendokrin rendszer élettani vizsgálatával, Kis Zoltán anyagcsere-vizsgálatokkal és általános állatélettani kérdésekkel, Gábos Márta az endokrinológia és hidrobiológia határterületeivel kapcsolatos szakcikkeket közölt. A későbbiekben értékes kutatásokkal jelentkezett Sólyom Gizella állattenyésztési szakmérnök, például: A genetika hasznosítása a háztáji állattartásban (RMGE Évkönyv, Kolozsvár, 2000).
Határterületi jellegű Ábrahám Sándor biokémiai, Imreh I. István humángenetikai és sugárgenetikai, Uray Zoltán radiobiológiai, Veress Éva ultrahang- és kriobiológiai, Vincze János biofizikai munkássága. Az élet keletkezésének hidegplazma-elméletével kapcsolatos elméleti és kísérleti munkássága révén nemzetközi élvonalba tartozik Dénes Ferenc, a Iași-i Petre Poni Makromolekuláris Kémiai Kutatóintézet munkatársa. A gerinces állattan, a sejttan-szövettan, endokrinológia és evolúciókutatás határterületén mozogtak Szabó Zsigmond és Molnár Béla szaktanulmányai az édesvízi halak neuroendokrin rendszerének fejlődési-működési sajátosságairól.

### Örökléstan
Az örökléstani szakirodalom a sejttani vizsgálatok kapcsán ugyancsak az Apáthy-intézetből indult. A citogenetikai kutatást Gelei József juttatta rövid időre egy szintre az európai élvonallal. Később Csík Lajos munkássága volt kiemelkedő; tanítványa volt a hazai genetika nagy hatású professzora, Lazányi Endre is, aki a termesztett növények genetikája és nemesítése, az általános és a sugárgenetika terén publikált maradandó műveket; ő vezette be az örökléstani kutatómunkába Imreh I. Istvánt, Márki Alpárt és Sebők Klárát. A növényi citogenetika, mikroevolúció (génökológia, populációgenetika) és a géntartalékok kérdésére vonatkozó összefoglaló és részlettanulmányokat közölt Kovács Attila és Szabó Attila.

### Orvosbiológia
Orvosbiológiai szakmunkát a második világháború alatt Kolozsvárt Ludány György egyetemi tanár végzett. A felszabadulás után orvosbiológiai szakirodalmi munka Marosvásárhelyt a Székely Károly vezette tanszéken folyt, a temesvári orvosi kart Sándor István munkái révén tartja számon a hazai magyar nyelvű szakirodalom. Nagy számban dolgoztak orvosbiológiai laboratóriumban olyan szakemberek, akik többé-kevésbé rendszeresen jelentkeztek szakmai ismeretterjesztő munkákkal is. (Bedő Sándor, Módy Jenő Marosvásárhelyről, Csűrös László, Virág Piroska Kolozsvárról).

### Embertan
Jóformán teljességgel hiányzik a hazai szakirodalomból az embertani vonulat (Ponori Thewrewk Aurél múlt századi kolozsvári munkásságának mai folytatása).

## Tanárok biológiai szakírói munkássága
A középiskolai tanárok kezdetben egyetemi tanulmányaik folytatásaként, később tanári tapasztalataikat értékesítendő elsősorban ismeretterjesztő és módszertani jellegű szakirodalmi munkásságot végeztek; többnyire kéziratban maradt szakdolgozataik mennyiségileg és minőségileg is nagy szellemi teljesítményt jelentenek, melynek kritikai feldolgozása még várat magára. Az irodalmi munkásságuk révén kiemelkedő tanárok sorából módszertani cikksorozataik, ismeretterjesztő szakkönyveik, szaktanulmányaik révén idézhető Kiss-Bitay Éva (Kolozsvár), Bakó Botond és B. Molnár Irén (Nagyenyed), Béldi Miklós, Kabán Ferenc, Szabó T. E. Attila (Kolozsvár), Lőrincz László (Nagyenyed), Macalik Ernő (Csíkdánfalva), Németh János (Medgyes), Pálfalvi Pál (Csíkszentdomokos), Raab János (Gyergyószentmiklós), Szász Fejér János és Székely Ferenc (Sepsiszentgyörgy), Székely József (Szatmár), Vasas Samu (Bánffyhunyad), Xántus János (Kolozsvár).

## Lásd még
- Mikó-kert
- Botanikus kert